# Sapindus rarak
Sapindus rarak är en kinesträdsväxtart som beskrevs av Dc.. Sapindus rarak ingår i släktet Sapindus och familjen kinesträdsväxter. Utöver nominatformen finns också underarten S. r. velutinus.